# I visitatori (film 1993)
I visitatori (Les visiteurs) è un film del 1993 diretto da Jean-Marie Poiré, con Jean Reno e Christian Clavier.
In Francia, dove ha riscosso uno straordinario successo, il film è stato visto al cinema da 13 664 000 spettatori.
Il film ha avuto un seguito nel 1998, I visitatori 2 - Ritorno al passato, un remake statunitense, L'ultimo guerriero (2001), e un ulteriore seguito, I visitatori 3 - Liberté, egalité, fraternité, nel 2016, uscito in Italia nel 2018.

## Trama
(Goffredo l'Ardito, Jean Reno)
Nell'anno di grazia del Signore 1123, nella Francia medievale di Luigi VI di Francia, detto "il Grosso", Goffredo Hamori di Malafesta, conte de Montmirail, d'Appremont e di Papincourt detto "l'Ardito", salva il re dall'attacco di soldati inglesi ricevendo come ricompensa di sposare la figlia del duca di Puy, sua innamorata. Messosi in viaggio con i suoi cavalieri e con il suo fido scudiero Jean Cojon "il marpione", incontra e fa prigioniera la strega di Malaconca. Nei pressi del castello di Montmirail, la strega riesce a versare una pozione nella borraccia del conte provocandogli allucinazioni: egli vede la sua promessa sposa monna Fremebonda inseguita da un orso, che è in realtà il duca suo suocero, e convinto di salvarla lo uccide con la balestra. Tentando di rimediare al grosso danno, il conte e Jean Cojon chiedono aiuto al mago Eusebius, che commette però un grave errore: invece di rispedirli nel passato li manda nella Francia moderna del 1992.
Abbacinati e confusi da treni, aerei, macchine e autostrade, Goffredo si rifugia in una chiesetta, mentre Jean Cojon conosce Ginette, una barbona. Il sacerdote chiama subito la contessa Beatrice di Montmirail poiché ha riconosciuto lo stemma sull'armatura del conte ma credendolo un pazzo. Dopo una colluttazione con la polizia, Goffredo viene internato in un ricovero psichiatrico per essere poi liberato qualche ora dopo dal marito di Beatrice, un dentista convinto dalla moglie della parentela con lo strano personaggio: Beatrice è infatti convinta, anche grazie alle frasi di Jean Cojon e della barbona Ginette, che egli sia il cugino Hubert de Montmirail, pilota di rally disperso nel Borneo da molti anni.
Goffredo si rende conto degli enormi cambiamenti che la società francese ha affrontato e ammutolisce al pensiero che il suo castello è stato comprato e trasformato in albergo di lusso dal discendente di Jean Cojon, lo snob e viziato Giacinto-Maria Jeanco. Quando Beatrice nota l'anello di Goffredo crede che egli l'abbia rubato al castello e subito porta lui e Jean Cojon a restituirlo. Ovviamente si tratta dello stesso anello ed il paradosso temporale causa una strana tempesta che terminerà con l'esplosione degli anelli, che si fonderanno in uno solo. Jeanco è irritato dalla presenza dei due "barboni" e dalle continue insinuazioni che Jean Cojon sia suo fratello e diventa isterico, mentre Beatrice è convinta che un soggiorno nel castello possa far riacquistare la memoria a suo cugino. Nel castello vi è un importante congresso finanziario e gli equivoci abbondano.
Jean Cojon mostra alla barbona Ginette il suo nascondiglio segreto nella cappella del castello, dove ha conservato vari gioielli rubati nella sua epoca, tra cui quelli al defunto duca. Goffredo, fingendo di cercare un tesoro con Beatrice, vuole in realtà trovare il libro nero con la formula magica per tornare nella sua epoca: il libro è consumato dal tempo, ma Beatrice trova un messaggio con un numero di telefono. Il discendente del mago Eusebius è quindi contattato dai due e prepara la formula magica per farli tornare nella sua epoca. Beatrice, tuttavia, ancora non crede ai racconti di Goffredo. Durante una cena di gala al castello, Goffredo obbliga Jean Cojon (ormai innamorato di Ginette) a salire in camera per bere la pozione, tra lo stupore dei commensali (gendarmi, manager, Beatrice e il marito). Approfittando della confusione, tuttavia, Jean Cojon scambia i suoi vestiti con quelli del discendente Jeanco, che Goffredo ha precedentemente addormentato con le pastiglie che gli avevano somministrato in manicomio.
Beatrice non crede al racconto di Goffredo ma cambia idea quando egli, davanti a lei, manda Jeanco (che loro credono essere Jean Cojon) nel passato. Lo scambio di saluti è intenso, così come le scuse di Beatrice e il dolore di dirle addio da parte di Goffredo. Ma egli beve la pozione recitando la formula e sparisce in un lampo di luce proprio mentre entrano nella camera il marito di Bea e i gendarmi. In quel momento esce dal camino Jean Cojon e la contessa, con grande sbalordimento, capisce chi è stato davvero mandato nel passato. Appena giunto nel passato Goffredo uccide la strega e accoglie Fremebonda e il duca, mentre Jeanco si sveglia nel fango circondato da rudi contadini che ridono sguaiatamente: corre verso la coppia a cavallo urlando e chiedendosi che cosa significhi quella mascherata.

## Seguiti e remake
- I visitatori 2 - Ritorno al passato (1998)
- L'ultimo guerriero (2001)
- I visitatori 3 - Liberté, egalité, fraternité (2016)

## Musiche
Le musiche del film sono state composte dal gruppo tecno-medievalista Era.
Nella scena finale viene utilizzata la Sinfonia n. 3 op. 56 "Scozzese" di Felix Mendelssohn.
Nei titoli di coda viene utilizzato il concerto per violino e orchestra op. 64 sempre di Mendelssohn.

## Riconoscimenti
- 1994 - Premio César
  - Migliore attrice non protagonista (Valérie Lemercier)